# Mon nom s'écrit avec un S
Mon nom s'écrit avec un S (titre original : Spell my Name with an S) est une nouvelle d'Isaac Asimov parue pour la première fois en janvier 1958 dans l'éphémère revue Star Science Fiction, et en édition française, dans les recueils Le Robot qui rêvait et L'avenir commence demain (où elle s'intitule Avec un S).

## Origines de la nouvelle
Asimov a imaginé cette histoire parce qu'il était agacé que l'on écrive son nom "Azimov". Il l'a écrite en deux fois, en ajoutant l'épilogue éthéré après réflexion.
Le titre original était S, as in Zebatinsky, pour la toute première parution uniquement.

## Résumé
Marshall Zebatinsky est un physicien nucléaire américain d'origine polonaise qui végète dans un laboratoire de l'armée. En désespoir de cause et sur l'insistance de sa femme, il va consulter un numérologue qui lui conseille de changer son nom en Sebatinsky - sans plus d'explications. Notre héros, plus que dubitatif, finit pourtant par essayer cette solution.
À son insu, Zebatinsky/Sebatinsky attire alors l'attention des services secrets qui trouvent ce choix suspect. À force de recherches, ils découvrent en Union soviétique un Zebatinsky également physicien et également lié à un programme militaire secret qui a disparu avec d'autres savants. Sont-ils confinés dans une installation secrète ? Et quel rapport avec Zebatinsky ?
Pour finir, on nomme Sebatinsky professeur à Princeton afin de mieux le surveiller, et cette nouvelle orientation permet de maintenir l'équilibre de la dissuasion entre les superpuissances.
Sebatinsky, candide, croit que son avancement est dû à son talent et non au changement d'initiale. Mais la narration se déplace alors sur un autre plan d'existence où deux entités cosmiques, Haround et Meestack, se disputent : Haround a gagné son pari d'empêcher une guerre atomique - en suggérant, sous l'apparence du numérologue, ce changement minime à Zebatinsky. Mauvais perdant, Meestack, triplant la mise, parie pouvoir provoquer une guerre atomique en introduisant un changement de même ampleur que le précédent.